# Wybuchy radiowe na Słońcu
Wybuchy radiowe na Słońcu to emisja promieniowania radiowego, mająca swe źródła w rozbłyskach i innych zachodzących na Słońcu erupcjach. Gdy materia zostanie wyrzucona w przestrzeń kosmiczną, wzbudza oscylacje w otaczającej plazmie. Jony i elektrony zaczynają oscylować z tzw. częstością plazmową. Towarzyszy temu powstanie zmiennych pól magnetycznych. Fale radiowe, które mogą rozchodzić się i do nas docierać, mają częstość równą lokalnej częstości plazmowej.

## Mechanizmy emisji radiowej wybuchów
- drgania plazmy koronalnej (ν < 3 GHz)
- promieniowanie żyrosynchrotronowe (promieniowanie  elektromagnetyczne generowane przez naładowane cząstki poruszające się w polu magnetycznym z prędkością bliską prędkości światła w próżni) (ν>3 GHz)

## Wybuchy radiowe typu III
- Energia uwalniana podczas rozbłysku powoduje wyrzucenie elektronów z prędkością ~0.3 prędkości światła w próżni (105 km/s) w górę korony i przestrzeń międzyplanetarną. Elektrony te poruszają się wzdłuż linii sił pola magnetycznego i pobudzają plazmę koronalną do drgań
- Obserwowane są zmiany częstotliwości od setek MHz do kilku MHz w czasie kilku sekund
- Wyróżniamy następujące podtypy wybuchów radiowych typu III:

ruch prosty (ang. upward drift) - ruch elektronów do góry wzdłuż otwartych linii sił pola magnetycznego
ruch wsteczny (ang. reverse drift) wzdłuż zamkniętych linii sił pola magnetycznego
ruch U-kształtny (ang. U-shape drift) - ruch w górę, a następnie w dół

## Emisja mikrofalowa
- Związana z elektronami emitującymi twarde promieniowanie rentgenowskie (powstające podczas zderzenia elektronów z gęstą materią w stopach pętli)
- Promieniowanie żyrosynchrotronowe

## Wybuchy radiowe typu II
- Obserwowane podczas silnych rozbłysków (od klasy 2)
- Związane są z przejściem fali magnetohydrodynamicznej przez koronę, kiedy bąble materii poruszają się z prędkością ok. 1000 km/s, natrafiają na plazmę i  pobudzają ją do drgań
- Często stowarzyszone są z koronalnymi wyrzutami masy

## Wybuchy radiowe typu IV
- Obserwowane podczas silnych rozbłysków na wszystkich długościach fal radiowych w czasie od kilku minut do kilku godzin
- Bąble plazmowe poruszające się z prędkością ~100 km/s w swoich wnętrzach unoszą pole magnetyczne. Oscylacje plazmy są źródłem promieniowania radiowego. Im wyżej wzniesie się bąbel, tym dłuższe fale obserwujemy.
- Emisja żyrosynchrotronowa elektronów w szczycie pętli koronalnej lub w bąblu plazmy poruszającym się z v~100 km/s
- Stacjonarny typ IV – szerokie kontinuum emisyjne (nietermiczne cząstki w wysokich pętlach)
- Poruszający się typ IV – emisja synchrotronowa elektronów uwięzionych w plazmoidzie

## Wybuchy radiowe typu V
- Kontinuum stowarzyszone z rozbłyskami typu III
- Krótkotrwała emisja na falach długich w pierwszych minutach zakłóceń, która związana jest z wysokoenergetycznymi elektronami zamkniętymi w magnetycznych łukach koronalnych (drgania plazmowe), być może generowane przez poprzedzający je wybuch typu III